# Trochochaeta cirrifera
Trochochaeta cirrifera is een borstelworm uit de familie Trochochaetidae. Het lichaam van de worm bestaat uit een kop, een cilindrisch, gesegmenteerd lichaam en een staartstukje. De kop bestaat uit een prostomium (gedeelte voor de mondopening) en een peristomium (gedeelte rond de mond) en draagt gepaarde aanhangsels (palpen, antennen en cirri).
Trochochaeta cirrifera werd in 1971 voor het eerst wetenschappelijk beschreven door Hartman.